# Henry Colburn
Henry Colburn (1784/5 - 16 de agosto de 1855) fue un publicante británico. Obtuvo su experiencia inicial como vendedor de libros en Londres en el establecimiento de W. Earle, Albemarle Street, y posteriormente como asistente en la Librería de Morgan, Conduit Street, de la cual se volvió propietario en 1816.
Se trasladó posteriormente a New Burlington Street, donde se estableció como publicante, pasando la librería de Conduit Street a Messrs Saunders & Otley. En 1814 fundó la New Monthly Magazine, de la cual fueron editores, en diversos momentos, Thomas Campbell, Bulwer Lytton, Theodore Hook y Harrison Ainsworth.
Henry Colburn murió el 16 de agosto de 1855, dejando propiedades con un valor de £35,000.